# Tramaine Hawkins
Tramaine Hawkins o Tramaine, pseudonimo di Tramaine Aunzola Richardson (San Francisco, 11 ottobre 1951), è una cantante statunitense, professionalmente in attività sin da quando era una ragazzina e tra le maggiori interpreti del genere gospel.
Ex-componente di gruppi quali gli Heavenly Tones, gli Edwin Hawkins Singers e Andraé Crouch and The Disciples, la Hawkins ha pubblicato 14 album da solista (di cui 9 in studio), il primo dei quali è Tramaine del 1979. Il suo singolo di maggiore successo è Fall Down (Spirit of Love) del 1986, che raggiunse il primo posto della Billboard's Dance Chart.
Nel corso della sua carriera, si aggiudicata due Grammy Award, due Dove Award e 19 Stellar Award.

## Discografia

### Album in studio
- 1979 – Tramaine
- 1983 – Determined
- 1986 – The Search Is Over
- 1987 – Freedom
- 1988 – The Joy That Floods My Soul
- 1990 – Live
- 1994 – To a Higher Place
- 2001 – Still Tramaine
- 2007 – I Never Lost My Praise: Live

### Raccolte
- 1986 – Tramaine Treasury
- 1994 – All My Best to You
- 2001 – All My Best to You, Vol. 2
- 2002 – Mega 3 Collection
- 2008 – Gospel Legacy

### Singoli
- 1986 – Fall Down (Spirit of Love)
- 1986 – Child Of The King
- 1986 – In the Morning Time
- 1987 – The Rock
- 1987 – Freedom
- 1992 – Do Not Pass Me By
- 1995 – I Found the Answer
- 1995 – Who's Gonna Carry You
- 2001 – By His Strength
- 2007 – Excellent Lord
- 2007 – I Never Lost My Praise